# フランク・カーモード

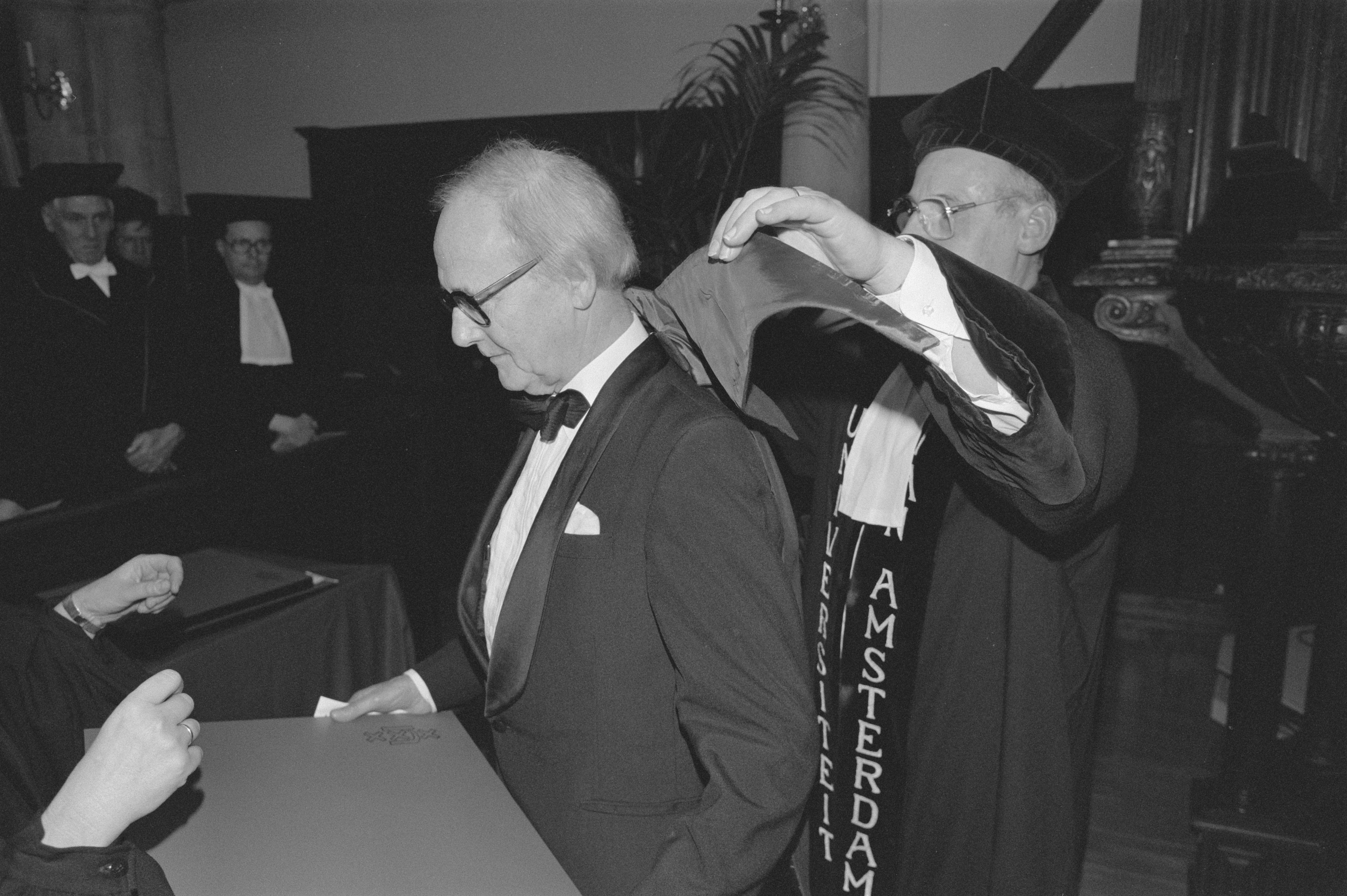
フランク・カーモード (1988)

フランク・カーモード（Sir John Frank Kermode、1919年11月29日 - 2010年8月17日）は、イギリス出身の文学研究者。

## 生涯
マン島に生まれ、リヴァプール大学に学ぶ。第二次世界大戦では海軍に属して総計六年アイスランドに駐留した。1947年よりダーラム大学で教え始め、レディング大学、ブリストル大学をへて、1969年からユニヴァーシティ・カレッジ・ロンドン教授となる。1974年ケンブリッジ大学教授となるが、1982年に米国に渡りコロンビア大学教授となる。
『ロマンティック・イメージ』は、ロマン主義はその理想を舞踊に置いていると結論づけた。

## 日本語訳
- 『秘義の発生 物語の解釈をめぐって』山形和美訳　ヨルダン社　1982　松柏社　1999
- 『ロマン派のイメージ』菅沼慶一, 真田時蔵共訳　金星堂　1982
- 『終りの意識 虚構理論の研究』岡本靖正訳　国文社　1991
- 『シェイクスピアと大英帝国の幕開け』吉澤康子訳 河合祥一郎監訳　ランダムハウス講談社　クロノス選書、2008